# Kibibit
Un kibibit, contracció de Kilo Binary Bit, és una unitat d'informació o de memòria d'ordinador, que s'abreuja com Kibit o, de vegades, com Kib. Es pot destacar que l'abreviatura té la primera lletra en majúscules mentre que kbit no.
1 kibibit = 2¹⁰ bits = 1024 bits
El kibibit està relacionat amb el quilobit, i són confosos fàcilment, però cal tenir en compte que:

1 kibibit = 1024 bits

1 kilobit = 1000 bits